# Sport-Verein Werder von 1899 2012-2013
Questa voce raccoglie le informazioni riguardanti il  Sport-Verein Werder von 1899  nelle competizioni ufficiali della stagione 2012-2013.

## Stagione
La stagione si rivela fallimentare, con il Werder che viene eliminato nel primo turno della Coppa di Germania dal Preußen Münster, squadra militante in 3. Liga. In campionato riesce invece ad ottenere la salvezza solamente alla penultima giornata, grazie al pareggio per 1-1 contro l'Eintracht Francoforte.
Dopo questa partita Schaaf decise di lasciare la panchina del club, che nell'ultima giornata viene guidato da Wolfgang Rolff.

## Rosa
| N. |                         | Ruolo | Calciatore                |
| -- | ----------------------- | ----- | ------------------------- |
| 1  | Germania (bandiera)     | P     | Sebastian Mielitz         |
| 30 | Austria (bandiera)      | P     | Richard Strebinger        |
| 33 | Germania (bandiera)     | P     | Christian Vander          |
| 20 | Germania (bandiera)     | P     | Raphael Wolf              |
| 8  | Germania (bandiera)     | D     | Clemens Fritz             |
| 23 | Rep. Ceca (bandiera)    | D     | Theodor Gebre Selassie    |
| 26 | Germania (bandiera)     | D     | Florian Hartherz          |
| 5  | RD del Congo (bandiera) | D     | Assani Lukimya-Mulongoti  |
| 22 | Grecia (bandiera)       | D     | Sōkratīs Papastathopoulos |
| 4  | Croazia (bandiera)      | D     | Mateo Pavlović            |
| 15 | Austria (bandiera)      | D     | Sebastian Prödl           |
| 29 | Germania (bandiera)     | D     | Cimo Röcker               |
| 13 | Germania (bandiera)     | D     | Lukas Schmitz             |
| 28 | Germania (bandiera)     | C     | Levent Ayçiçek            |
| 44 | Germania (bandiera)     | C     | Philipp Bargfrede         |
| 6  | Belgio (bandiera)       | C     | Kevin De Bruyne           |

| N. |                        | Ruolo | Calciatore            |
| -- | ---------------------- | ----- | --------------------- |
| 10 | Turchia (bandiera)     | C     | Mehmet Ekici          |
| 14 | Germania (bandiera)    | C     | Aaron Hunt            |
| 17 | Serbia (bandiera)      | C     | Aleksandar Ignjovski  |
| 16 | Austria (bandiera)     | C     | Zlatko Junuzović      |
| 18 | Germania (bandiera)    | C     | Felix Kroos           |
| 34 | Serbia (bandiera)      | C     | Aleksandar Stevanović |
| 31 | Serbia (bandiera)      | C     | Predrag Stevanović    |
| 25 | Germania (bandiera)    | C     | Tom Trybull           |
| 32 | Germania (bandiera)    | C     | Özkan Yıldırım        |
| 19 | Nigeria (bandiera)     | A     | Joseph Akpala         |
| 7  | Austria (bandiera)     | A     | Marko Arnautović      |
| 11 | Paesi Bassi (bandiera) | A     | Eljero Elia           |
| 41 | Germania (bandiera)    | A     | Niclas Füllkrug       |
| 24 | Germania (bandiera)    | A     | Nils Petersen         |
| 36 | Germania (bandiera)    | A     | Max Wegner            |
| 27 | Germania (bandiera)    | A     | Johannes Wurtz        |

## Organigramma societario
Area tecnica
- Allenatore:
- Allenatore in seconda:
- Preparatore dei portieri:
- Preparatori atletici:

## Risultati

### Bundesliga

#### Girone di andata
| Arbitro: | Zwayer |

|                    |           |              |
| Reus 11’ Götze 81’ | Marcatori | 75’ Selassie |

| Arbitro: | Kircher |

|                              |           |  |
| Hunt 52’ (rig.) Petersen 67’ | Marcatori |  |

| Arbitro: | Aytekin |

|                              |           |                               |
| Huszti 6’, 90’ Andreasen 10’ | Marcatori | 26’ (rig.) Hunt 74’ De Bruyne |

| Arbitro: | Winkmann |

|                             |           |                      |
| De Bruyne 23’ Junuzović 34’ | Marcatori | 50’ Harnik 81’ Cacau |

| Arbitro: | Kinhöfer |

|            |           |                     |
| Schmid 36’ | Marcatori | 48’ Akpala 59’ Hunt |

| Arbitro: | Weiner |

|  |           |                           |
|  | Marcatori | 81’ Gustavo 83’ Mandžukić |

| Arbitro: | Kircher |

|                              |           |               |
| Werner 2’ Hain 32’ Baier 72’ | Marcatori | 19’ De Bruyne |

| Arbitro: | Perl |

|                                                        |           |  |
| Petersen 37’ Arnautović 45’ Füllkrug 76’ Junuzović 86’ | Marcatori |  |

| Arbitro: | Stieler |

|        |           |              |
| Edu 8’ | Marcatori | 44’ Petersen |

| Arbitro: | Gräfe |

|               |           |            |
| Hunt 10’, 85’ | Marcatori | 64’ Szalai |

| Arbitro: | Meyer |

|                            |           |          |
| Neustädter 59’ Draxler 69’ | Marcatori | 16’ Hunt |

| Arbitro: | Sippel |

|                            |           |                      |
| Petersen 51’ De Bruyne 82’ | Marcatori | 10’ (rig.) Langeneke |

| Arbitro: | Schmidt |

|          |           |                |
| Dost 64’ | Marcatori | 35’ Arnautović |

| Arbitro: | Kinhöfer |

|              |           |                                        |
| Petersen 54’ | Marcatori | 32’, 52’ Castro 74’ Rolfes 79’ Hegeler |

| Arbitro: | Kircher |

|               |           |                                    |
| Salihović 50’ | Marcatori | 21’ Prödl 29’, 73’, 79’ Arnautović |

| Arbitro: | Aytekin |

|                                             |           |              |
| Meier 48’ Schwegler 62’ Aigner 63’ Inui 90’ | Marcatori | 54’ Petersen |

| Arbitro: | Gräfe |

|              |           |             |
| Petersen 88’ | Marcatori | 82’ Gebhart |

#### Girone di ritorno
| Arbitro: | Kircher |

|  |           |                                                                  |
|  | Marcatori | 9’ Reus 19’ Götze 49’ Santana 81’ Lewandowski 85’ Błaszczykowski |

| Arbitro: | Kinhöfer |

|                              |           |                                           |
| Son 22’ Aogo 46’ Rudņevs 52’ | Marcatori | 9’ Lukimya-Mulongoti 55’ Papastathopoulos |

| Arbitro: | Gräfe |

|                   |           |  |
| Petersen 85’, 87’ | Marcatori |  |

| Arbitro: | Perl |

|            |           |                                       |
| Traoré 49’ | Marcatori | 34’, 73’ Ekici 60’ Hunt 90’ De Bruyne |

| Arbitro: | Sippel |

|                   |           |                                           |
| Petersen 39’, 64’ | Marcatori | 36’ Kruse 54’ (rig.) Caligiuri 71’ Ginter |

| Arbitro: | Fritz |

|                                                                       |           |               |
| Robben 25’ Martínez 29’ Selassie 49’ (aut.) Gómez 51’, 89’ Ribéry 86’ | Marcatori | 58’ De Bruyne |

| Arbitro: | Winkmann |

|  |           |            |
|  | Marcatori | 29’ Werner |

| Arbitro: | Stark |

|           |           |               |
| Mlapa 72’ | Marcatori | 77’ Ignjovski |

| Arbitro: | Schmidt |

|                             |           |                         |
| Hunt 47’ (rig.), 70’ (rig.) | Marcatori | 55’ Fürstner 62’ Petsos |

| Arbitro: | Gräfe |

|           |           |          |
| Szalai 1’ | Marcatori | 69’ Hunt |

| Arbitro: | Kircher |

|  |           |                        |
|  | Marcatori | 51’ Draxler 68’ Marica |

| Arbitro: | Welz |

|                   |           |                                |
| Reisinger 2’, 48’ | Marcatori | 16’ Junuzović 70’ (aut.) Latka |

| Arbitro: | Brych |

|  |           |                                      |
|  | Marcatori | 13’ Arnold 27’ Olić 66’ (rig.) Diego |

| Arbitro: | Aytekin |

|                     |           |  |
| Kießling 35’ (rig.) | Marcatori |  |

| Arbitro: | Hartmann |

|                              |           |                     |
| Hunt 2’ (rig.) De Bruyne 24’ | Marcatori | 85’, 90’ Schipplock |

| Arbitro: | Gräfe |

|               |           |           |
| De Bruyne 22’ | Marcatori | 51’ Lakić |

| Arbitro: | Winkmann |

|                                    |           |                    |
| Nilsson 61’ Polter 81’ Pekhart 88’ | Marcatori | 37’, 89’ De Bruyne |

### Coppa di Germania
| Arbitro: | Sippel |

|                                   |           |                       |
| Taylor 54’, 81’, 118’ Nazarov 96’ | Marcatori | 45’ Elia 67’ Füllkrug |

## Statistiche

### Statistiche di squadra
| Competizione      | Punti | In casa | In casa | In casa | In casa | In casa | In casa | In trasferta | In trasferta | In trasferta | In trasferta | In trasferta | In trasferta | Totale | Totale | Totale | Totale | Totale | Totale | DR  |
| Competizione      | Punti | G       | V       | N       | P       | Gf      | Gs      | G            | V            | N            | P            | Gf           | Gs           | G      | V      | N      | P      | Gf     | Gs     | DR  |
| ----------------- | ----- | ------- | ------- | ------- | ------- | ------- | ------- | ------------ | ------------ | ------------ | ------------ | ------------ | ------------ | ------ | ------ | ------ | ------ | ------ | ------ | --- |
| Bundesliga        | 34    | 17      | 5       | 5       | 7       | 23      | 30      | 17           | 3            | 5            | 9            | 27           | 36           | 34     | 8      | 10     | 16     | 50     | 66     | -16 |
| Coppa di Germania | -     | 0       | 0       | 0       | 0       | 0       | 0       | 1            | 0            | 0            | 1            | 2            | 4            | 1      | 0      | 0      | 1      | 2      | 4      | -2  |
| Totale            | -     | 17      | 5       | 5       | 7       | 23      | 30      | 18           | 3            | 5            | 10           | 29           | 40           | 35     | 8      | 10     | 17     | 52     | 70     | -18 |

### Andamento in campionato
| Giornata  | 1  | 2 | 3  | 4  | 5 | 6 | 7  | 8 | 9  | 10 | 11 | 12 | 13 | 14 | 15 | 16 | 17 | 18 | 19 | 20 | 21 | 22 | 23 | 24 | 25 | 26 | 27 | 28 | 29 | 30 | 31 | 32 | 33 | 34 |
| --------- | -- | - | -- | -- | - | - | -- | - | -- | -- | -- | -- | -- | -- | -- | -- | -- | -- | -- | -- | -- | -- | -- | -- | -- | -- | -- | -- | -- | -- | -- | -- | -- | -- |
| Luogo     | T  | C | T  | C  | T | C | T  | C | T  | C  | T  | C  | T  | C  | T  | T  | C  | C  | T  | C  | T  | C  | T  | C  | T  | C  | T  | C  | T  | C  | T  | C  | C  | T  |
| Risultato | P  | V | P  | N  | V | P | P  | V | N  | V  | P  | V  | N  | P  | V  | P  | N  | P  | P  | V  | V  | P  | P  | P  | N  | N  | N  | P  | N  | P  | P  | N  | N  | P  |
| Posizione | 12 | 9 | 11 | 11 | 7 | 8 | 12 | 9 | 11 | 7  | 9  | 7  | 7  | 12 | 8  | 12 | 12 | 12 | 12 | 11 | 11 | 11 | 12 | 14 | 13 | 14 | 14 | 14 | 14 | 14 | 14 | 14 | 14 | 14 |

Legenda:

Luogo: C = Casa; T = Trasferta. Risultato: V = Vittoria; N = Pareggio; P = Sconfitta.

### Statistiche dei giocatori
| Giocatore            | Bundesliga | Bundesliga | Bundesliga  | Bundesliga | Coppa di Germania | Coppa di Germania | Coppa di Germania | Coppa di Germania | Totale   | Totale | Totale      | Totale     |
| Giocatore            | Presenze   | Reti       | Ammonizioni | Espulsioni | Presenze          | Reti              | Ammonizioni       | Espulsioni        | Presenze | Reti   | Ammonizioni | Espulsioni |
| -------------------- | ---------- | ---------- | ----------- | ---------- | ----------------- | ----------------- | ----------------- | ----------------- | -------- | ------ | ----------- | ---------- |
| S. Mielitz           | 34         | 0          | 2           | 0          | 1                 | 0                 | 0                 | 0                 | 35       | 0      | 2           | 0          |
| R. Strebinger        | -          | -          | -           | -          | -                 | -                 | -                 | -                 | -        | -      | -           | -          |
| C. Vander            | -          | -          | -           | -          | -                 | -                 | -                 | -                 | -        | -      | -           | -          |
| R. Wolf              | -          | -          | -           | -          | -                 | -                 | -                 | -                 | -        | -      | -           | -          |
| C. Fritz             | 22         | 0          | 3           | 1          | 1                 | 0                 | 0                 | 0                 | 23       | 0      | 3           | 1          |
| T. Selassie          | 27         | 1          | 1           | 0          | 1                 | 0                 | 0                 | 0                 | 28       | 1      | 1           | 0          |
| F. Hartherz          | -          | -          | -           | -          | -                 | -                 | -                 | -                 | -        | -      | -           | -          |
| A. Lukimya-Mulongoti | 22         | 1          | 1           | 2          | -                 | -                 | -                 | -                 | 22       | 1      | 1           | 2          |
| S. Papastathopoulos  | 29         | 1          | 6           | 0          | 1                 | 0                 | 0                 | 1                 | 30       | 1      | 6           | 1          |
| M. Pavlović          | 4          | 0          | 2           | 0          | -                 | -                 | -                 | -                 | 4        | 0      | 2           | 0          |
| S. Prödl             | 28         | 1          | 2           | 1          | 1                 | 0                 | 0                 | 0                 | 29       | 1      | 2           | 1          |
| C. Röcker            | -          | -          | -           | -          | -                 | -                 | -                 | -                 | -        | -      | -           | -          |
| L. Schmitz           | 23         | 0          | 2           | 1          | -                 | -                 | -                 | -                 | 23       | 0      | 2           | 1          |
| L. Ayçiçek           | -          | -          | -           | -          | -                 | -                 | -                 | -                 | -        | -      | -           | -          |
| P. Bargfrede         | 13         | 0          | 5           | 0          | 1                 | 0                 | 0                 | 0                 | 14       | 0      | 5           | 0          |
| K. De Bruyne         | 33         | 10         | 4           | 0          | 1                 | 0                 | 0                 | 0                 | 34       | 10     | 4           | 0          |
| M. Ekici             | 9          | 2          | 0           | 0          | -                 | -                 | -                 | -                 | 9        | 2      | 0           | 0          |
| A. Hunt              | 28         | 11         | 3           | 0          | 1                 | 0                 | 0                 | 0                 | 29       | 11     | 3           | 0          |
| A. Ignjovski         | 20         | 1          | 2           | 0          | 1                 | 0                 | 1                 | 0                 | 21       | 1      | 3           | 0          |
| Z. Junuzović         | 30         | 3          | 6           | 0          | 1                 | 0                 | 0                 | 0                 | 31       | 3      | 6           | 0          |
| F. Kroos             | 5          | 0          | 3           | 0          | -                 | -                 | -                 | -                 | 5        | 0      | 3           | 0          |
| A. Stevanović        | 2          | 0          | 0           | 0          | -                 | -                 | -                 | -                 | 2        | 0      | 0           | 0          |
| P. Stevanović        | -          | -          | -           | -          | -                 | -                 | -                 | -                 | -        | -      | -           | -          |
| T. Trybull           | 4          | 0          | 1           | 0          | -                 | -                 | -                 | -                 | 4        | 0      | 1           | 0          |
| Ö. Yıldırım          | 8          | 0          | 0           | 0          | -                 | -                 | -                 | -                 | 8        | 0      | 0           | 0          |
| J. Akpala            | 21         | 1          | 1           | 0          | -                 | -                 | -                 | -                 | 21       | 1      | 1           | 0          |
| M. Arnautović        | 26         | 5          | 8           | 1          | 1                 | 0                 | 0                 | 0                 | 27       | 5      | 8           | 1          |
| E. Elia              | 24         | 0          | 0           | 0          | 1                 | 1                 | 0                 | 0                 | 25       | 1      | 0           | 0          |
| N. Füllkrug          | 12         | 1          | 0           | 0          | 1                 | 1                 | 0                 | 0                 | 13       | 2      | 0           | 0          |
| N. Petersen          | 34         | 11         | 3           | 0          | 1                 | 0                 | 0                 | 0                 | 35       | 11     | 3           | 0          |
| M. Wegner            | -          | -          | -           | -          | -                 | -                 | -                 | -                 | -        | -      | -           | -          |
| J. Wurtz             | 2          | 0          | 0           | 0          | -                 | -                 | -                 | -                 | 2        | 0      | 0           | 0          |